# Mampituba
Mampituba é um município brasileiro do estado do Rio Grande do Sul.

## História
O Município de Mampituba possui uma área de 158 km² e localiza-se no litoral norte gaúcho, fazendo divisa ao norte e ao oeste pelo Rio Mampituba com Santa Catarina (municípios de São João do Sul e Praia Grande). A leste com Torres e ao sul com Morrinhos do Sul e Três Forquilhas. A população segundo o Censo de 2010 é de 3.003 habitantes e a agricultura é a principal atividade econômica, baseada principalmente no cultivo da banana, arroz, fumo, criação de gado e hortifrutigranjeiros.
As primeiras povoações ocorreram por volta de 1880, a maioria oriundas de descendentes de açorianos e de alemães. Nas primeiras décadas do século XX, várias famílias oriundas das região de Criciúma/SC habitaram a região, quando o desenvolvimento econômico ocorreu na região com mais intensidade. Nesse período foram instalados os primeiros comércios e várias serrarias, da mesma forma que surgiram as primeiras estradas pelo interior do município, principalmente nas regiões montanhosas. Até a década de 60,  o cultivo de cana-de-açúcar para a produção de açúcar mascavo e de cachaça era a atividade econômica mais desenvolvida na região.
A emancipação política aconteceu em 28 de dezembro de 1995, através da Lei 10.671, sancionada pelo governador Antônio Britto. A região que antes pertencia a Torres compreendia o 7º Distrito, que havia sido instalado pela divisão territorial do município de Torres que aconteceu em 1 de julho de 1960.
Em 2009 Mampituba recebeu o asfaltamento da ERS-494, obra que abrirá novos caminhos para o desenvolvimento econômico do novo município, que juntamente com os primeiros passos dados na implantação do Turismo Rural, tem tornado o nome de Mampituba nacionalmente conhecido como a "Cidade dos Vales e das Cascatas".

## Geografia
Localiza-se a uma latitude 29°12'41" sul e a uma longitude 49°56'05" oeste, estando a uma altitude de 26 metros. Possui uma área de 156,85 km² e sua população estimada em 2018 era de 2.990 habitantes.

## Política

### Administrações Municipais
1997/2000
- Prefeito: Élio de Farias Matos
- Vice: Valdir Joaquim do Nascimento
- Vereadores eleitos: Airton Cristovao Hoffmann, Altemar Pereira Ramos, Arnaldo Luiz Da Silva, Bento Antonio Pereira, Dirceu Goncalves Selau, Edgar Da Silva Cristovam, Joventino Selau Padilha, Juares Cardoso Hoffmann e Ronilto Roldao Selau,

2001/2004
- Prefeito: Élio de Farias Matos
- Vice: Valdir Joaquim do Nascimento
- Vereadores eleitos: Altemar Pereira Ramos,Dirceu Gonçalves Selau, Edgar da Silva Cristóvam, Erivan Cardoso Brocca, Ernani da Silva, Reni dos Santos, Ronilto Roldão Selau, Valdonir José de Oliveira e Vílson Colombo.

2005/2008
- Prefeito: Valdir Joaquim do Nascimento
- Vice: Airton Cristóvão Hoffmann
- Vereadores eleitos: Ana Maria Borges Martins Moro, Carlos Maurel Klein Alves, Elcio de Almeida, Erivam Cardoso Brocca, João Pacheco Lopes, Pedro Juarez da Silva, Ronilto Roldão Selau, Sérgio Barbosa Martins e Valmor Pereira Ramos,

2009/2012
- Prefeito: Pedro Juarez da Silva
- Vice: Ana Maria Borges Martins
- Vereadores eleitos: Fábio Souza da Rocha, Gilberto Lopes Roldão,  José Dirceu Rodrigues da Silva, José Paulo Santos Scheffer, Noerci Roldão da Silva, Paulo Boff Ribeiro, Ricardo dos Santos, Ronilto Roldão Selau e Sérgio Barbosa Martins,

2013/2016
- Prefeito: Pedro Juarez da Silva
- Vice: Dirceu Gonçalves Selau
- Vereadores eleitos: Arnaldo Luis da Silva, Cloreci Ramos Matos, Fábio Schardosim Brocca, Gilberto Lopes Roldão, João Pacheco Lopes, Noerci Roldão da Silva, Paulo Boff Ribeiro, Ricardo dos Santos e Ronilto Roldão Selau.

2017/2020
- Prefeito: Dirceu Gonçalves Selau
- Vice: Gilberto Lopes Roldão
- Vereadores eleitos: Aleide Maria Scarpari Pereira, Fábio Schardosim Brocca, Jailson dos Santos, Noerci Roldão da Silva, Paulo Boff Ribeiro, Ricardo de Oliveira Lumertz, Rudinei Alves de Oliveira, Sérgio Barbosa Martins e Valmir Roldão Evaldt.

2021/2024
- Prefeito: Pedro Juarez da Silva
- Vice: Marta Aguiar dos Santos
- Vereadores eleitos: Ernani Da Silva, Ivam Carlos Matos, Jailson Dos Santos, João Pacheco Lopes, Jose Dalmei Correa Borges, Noerci Roldao Da Silva, Ricardo De Oliveira Lumertz, Valmir Roldão Evaldt e Vilson Moro.